# Les 50 plus belles chansons
Les 50 plus belles chansons è un cofanetto postumo della cantante italo-francese Dalida, pubblicato il 12 maggio 2008 da Universal Music France.
Fa parte della collana di dischi Les 50 plus belles chansons, creata a partire dal 2007 dalla stessa etichetta Universal.
Si tratta di un insieme di tre CD contenenti alcune delle canzoni di maggior successo della cantante.

## Tracce

### Disco 1
1. Bambino
2. Gondolier
3. Histoire d'un amour
4. Come prima (Tu me donnes)
5. Garde-moi la dernière danse
6. Nuits d'Espagne
7. Ciao ciao, bambina
8. Les enfants du Pirée
9. Romantica
10. Itsi bitsi petit bikini
11. Les grilles de ma maison
12. Parlez-moi de lui
13. Le temps des fleurs
14. Eux
15. La danse de Zorba
16. C'est irréparable
17. Je préfère naturellement
18. Je m'endors dans tes bras
19. Ballade à temps perdu

### Disco 2
1. Mourir sur scène
2. Amoureuse de la vie
3. Que reste-t-il de nos amours
4. Il venait d'avoir 18 ans
5. Quand on n'a que l'amour (versione 1979)
6. Lucas
7. Avec le temps
8. La Mamma
9. Que sont devenues les fleurs
10. Pour ne pas vivre seul
11. Je suis malade
12. Ciao amore, ciao (versione in francese)
13. À ma manière
14. Comme si tu étais là
15. Pour en arriver là
16. Bravo
17. Voilà pourquoi je chante (versione ridotta)

### Disco 3
1. Besame mucho
2. Paroles, paroles (in duo con Alain Delon)
3. Fini, la comédie
4. Le Lambeth Walk
5. L'amour et moi
6. J'attendrai
7. Comme disait Mistinguett
8. Parle plus bas (Le Parrain)
9. Salma ya salama (versione in francese)
10. Monday, Tuesday… Laissez-moi danser
11. Une femme à quarante ans
12. Rio do Brasil
13. Je suis toutes les femmes
14. Gigi l'amoroso (versione in francese)